# Webb Simpson
James Frederick Webb Simpson (Raleigh, 8 agosto 1985) è un golfista statunitense, vincitore dello U.S. Open 2012.
Professionista dal 2008, ha ottenuto quattro vittorie nel PGA Tour tra il 2011 e il 2013: il Wyndham Championship e il Deutsche Bank Championship nel 2011, lo U.S. Open nel 2012 e lo Shriners Hospitals for Children Open nel 2013.

## Vittorie professionali (7)

### PGA Tour vittorie (7)
| Legenda                      |
| Tornei Major (1)             |
| Campionato giocatori (1)     |
| FedEx Cup playoff eventi (1) |
| Altri PGA Tour (4)           |

| No. | Data              | Torneo                               | Punteggio di vittoria | To par | Margine | Secondo/i                                         |
| --- | ----------------- | ------------------------------------ | --------------------- | ------ | ------- | ------------------------------------------------- |
| 1   | 21 agosto, 2011   | Wyndham Championship                 | 66-65-64-67=262       | −18    | 3 colpi | George McNeill                                    |
| 2   | 5 settembre, 2011 | Deutsche Bank Championship           | 69-68-67-65=269       | −15    | Playoff | Chez Reavie                                       |
| 3   | 17 giugno, 2012   | U.S. Open                            | 72-73-68-68=281       | +1     | 1 colpo | Graeme McDowell, Michael Thompson                 |
| 4   | Oct 20, 2013      | Shriners Hospitals for Children Open | 64-63-67-66=260       | −24    | 6 colpi | Jason Bohn, Ryo Ishikawa                          |
| 5   | 13 maggio, 2018   | The Players Championship             | 66-63-68-73=270       | −18    | 4 colpi | Xander Schauffele, Charl Schwartzel, Jimmy Walker |
| 6   | 2 febbraio, 2020  | Waste Management Phoenix Open        | 71-63-64-69=267       | −17    | Playoff | Tony Finau                                        |
| 7   | 21 giugno, 2020   | RBC Heritage                         | 65-65-68-64=262       | −22    | 1 colpo | Abraham Ancer                                     |

PGA Tour playoff record (2–5)
| No. | Anno | Torneo                        | Sfidante         | Risultato                                     |
| --- | ---- | ----------------------------- | ---------------- | --------------------------------------------- |
| 1   | 2011 | Zurich Classic of New Orleans | Bubba Watson     | Perso col tiro birdie alla seconda buca extra |
| 2   | 2011 | Deutsche Bank Championship    | Chez Reavie      | Vinto col tiro birdie alla seconda buca extra |
| 3   | 2011 | McGladrey Classic             | Ben Crane        | Perso alla pari alla seconda buca extra       |
| 4   | 2013 | RBC Heritage                  | Graeme McDowell  | Perso alla pari alla prima buca extra         |
| 5   | 2017 | Waste Management Phoenix Open | Hideki Matsuyama | Perso col tiro birdie alla quarta buca extra  |
| 6   | 2019 | RSM Classic                   | Tyler Duncan     | Perso col tiro birdie alla seconda buca extra |
| 7   | 2020 | Waste Management Phoenix Open | Tony Finau       | Vinto col tiro birdie alla prima buca extra   |

## Playoff record
Nationwide Tour playoff record (0–1)
| No. | Anno | Torneo              | Sfidante    | Risultato                                   |
| --- | ---- | ------------------- | ----------- | ------------------------------------------- |
| 1   | 2008 | Chattanooga Classic | Arjun Atwal | Perso col tiro birdie alla prima buca extra |

## Tornei Major

### Vittorie (1)
| Anno | Campionato | 54 buche           | Punteggio di vittoria | Margine | Secondo/i                         |
| ---- | ---------- | ------------------ | --------------------- | ------- | --------------------------------- |
| 2012 | U.S. Open  | 4 colpi di deficit | +1 (72-73-68-68=281)  | 1 colpo | Graeme McDowell, Michael Thompson |

## The Players Championship

### Vittorie (1)
| Anno | Campionato               | 54 buche         | Punteggio di vittoria | Margine | Secondo/i                                         |
| ---- | ------------------------ | ---------------- | --------------------- | ------- | ------------------------------------------------- |
| 2018 | The Players Championship | 7 colpi in testa | −18 (66-63-68-73=270) | 4 colpi | Xander Schauffele, Charl Schwartzel, Jimmy Walker |